# Cartosio
Cartosio (piemontiul: Cartòs) település Olaszországban, Piemont régióban, Alessandria megyében. Lakosainak száma 724 fő (2023. január 1.). Cartosio Castelletto d’Erro, Cavatore, Malvicino, Melazzo, Montechiaro d’Acqui, Pareto és Ponzone községekkel határos.

## Népesség
A település népessége az elmúlt években az alábbi módon változott:
| Lakosok száma | 755  | 750  | 724  |
|               | 2017 | 2018 | 2023 |